# 卡尔德斯-德蒙布伊
卡尔德斯-德蒙布伊（西班牙語：Caldas de Montbui），是西班牙加泰罗尼亚巴塞罗那省的一个市镇。总面积38平方公里，总人口17156人（2013年），人口密度451人/平方公里。